# Turdus olivaceus
Turdus olivaceus е вид птица от семейство Turdidae.

## Разпространение
Видът е разпространен в Ботсвана, Бурунди, Еритрея, Етиопия, Замбия, Зимбабве, Демократична република Конго, Кения, Лесото, Малави, Мозамбик, Намибия, Руанда, Сомалия, Судан, Свазиленд, Танзания, Уганда, Южна Африка и Южен Судан.